# アレックス・フェバス
アレイシュ・フェバス・ペレス（Aleix Febas Pérez，カタルーニャ語発音: [aˈleʃ ˈfeβas ˈpeɾeθ]，1996年2月2日 - ）は、スペイン・カタルーニャ州リェイダ出身のサッカー選手。ポジションはMF。セグンダ・ディビシオン・エルチェCF所属。

## 経歴

### クラブ
カタルーニャ州のリェイダ出身で、13歳の時に、UEリェイダからレアル・マドリードのユースチームに加入した。2014年9月7日、レアル・マドリードCのメンバーとして、テルセーラ・ディビシオンのFútbol Alcobendas Sport戦でデビューし、2014年12月21日、UDサン・セバスティアン・デ・ロス・レイエス戦で初得点を記録した。
2015年7月5日、ジネディーヌ・ジダン監督が率いていたレアル・マドリード・カスティージャに昇格した。8月22日、CDエブロ戦でBチーム初出場。2016年1月30日、レアル・ソシエダB戦でBチーム初ゴールを挙げた。SDアモレビエタ戦、セスタオ・リベル・クラブ戦で2試合連続で1試合2得点を記録した。2015-16シーズンは公式戦9得点を記録したが、チームはプレーオフで昇格を逃した。
2016-17シーズンは、サンティアゴ・ソラーリ監督の下でレギュラーとしてプレーし、2016年11月8日に契約を更新した。2017年7月11日、セグンダ・ディビシオンのレアル・サラゴサに1年間のレンタルで移籍した。2017年8月18日、CDテネリフェ戦で移籍後初出場を果たした。2018-19シーズンはアルバセテ・バロンピエでプレー。
2019年7月12日、RCDマジョルカと4年契約を締結したことが発表された。
2022年1月7日、ハーフシーズンの契約でマラガCFにレンタル移籍をした。
2022年7月4日、レンタル移籍していたマラガにフリーで完全移籍し、3年契約を結んだ。
2023年7月、エルチェCFに3年契約で移籍した。